# Maria Lubera
Maria Lubera (ur. 28 stycznia 1949 w Świdnicy) – polska ekonomistka i wykładowczyni, działaczka opozycji w okresie PRL, urzędniczka państwowa, w latach 1992–1995 podsekretarz stanu w Centralnym Urzędzie Planowania.

## Życiorys
W 1972 zyskała wykształcenie ekonomiczne na Uniwersytecie Łódzkim, gdzie w 1981 obroniła również doktorat. Od 1972 do 1995 była pracownikiem naukowym Uniwersytetu Łódzkiego. Specjalizowała się w ekonometrii.
W okresie PRL działała w opozycji demokratycznej. W marcu 1968 wzięła udział w strajku okupacyjnym na Uniwersytecie Łódzkim. Działała w Ruchu Obrony Praw Człowieka i Obywatela, następnie zaś w NSZZ „Solidarność”, przewodnicząc jej Komisji Zakładowej przy Instytucie Ekonometrii i Statystyki UŁ, a po rozwiązaniu „Solidarności” w stanie wojennym Tymczasowej Komisji Zakładowej na łódzkiej uczelni.
W latach 80. włączyła się w pomoc socjalną dla osób poszkodowanych w okresie stanu wojennego. Współredagowała opozycyjne pismo „Arka”, pisała również analizy dla Ośrodka Badań Społecznych i Zawodowych Grupy Roboczej Komisji Krajowej „Solidarności”.
Związana z łódzkim ruchem chrześcijańsko-narodowym, była członkiem KIK (1976–1981), zaś w 1990 znalazła się wśród założycieli ZChN. W wyborach 1991 bez powodzenia ubiegał się o mandat poselski z ramienia ZChN w województwie łódzkim. Od 1 lutego do 20 lipca 1992 była sekretarzem stanu w Ministerstwie Pracy i Polityki Społecznej, gdzie pełniła funkcję pełnomocnika rządu ds. osób niepełnosprawnych. W latach 1992–1995 była podsekretarzem stanu w Centralnym Urzędzie Planowania, w okresie gdy resortem tym kierowali Jerzy Kropiwnicki i Mirosław Pietrewicz.
W 1995 była członkiem Delegacji Polskiej na Konferencję ONZ ws Kobiet w Pekinie.
Od 1995 do 2007 zatrudniona w Narodowym Banku Polskim.
Od 2001 roku zasiadała w Kapitule Medalu za Zasługi w Walce o Niepodległość Polski i Prawa Człowieka 13 XII 1981 – 4 VI 1989, którym został również odznaczona.
W 2008 otrzymała Krzyż Oficerski Orderu Odrodzenia Polski.